# The Legend of Zelda (manga)

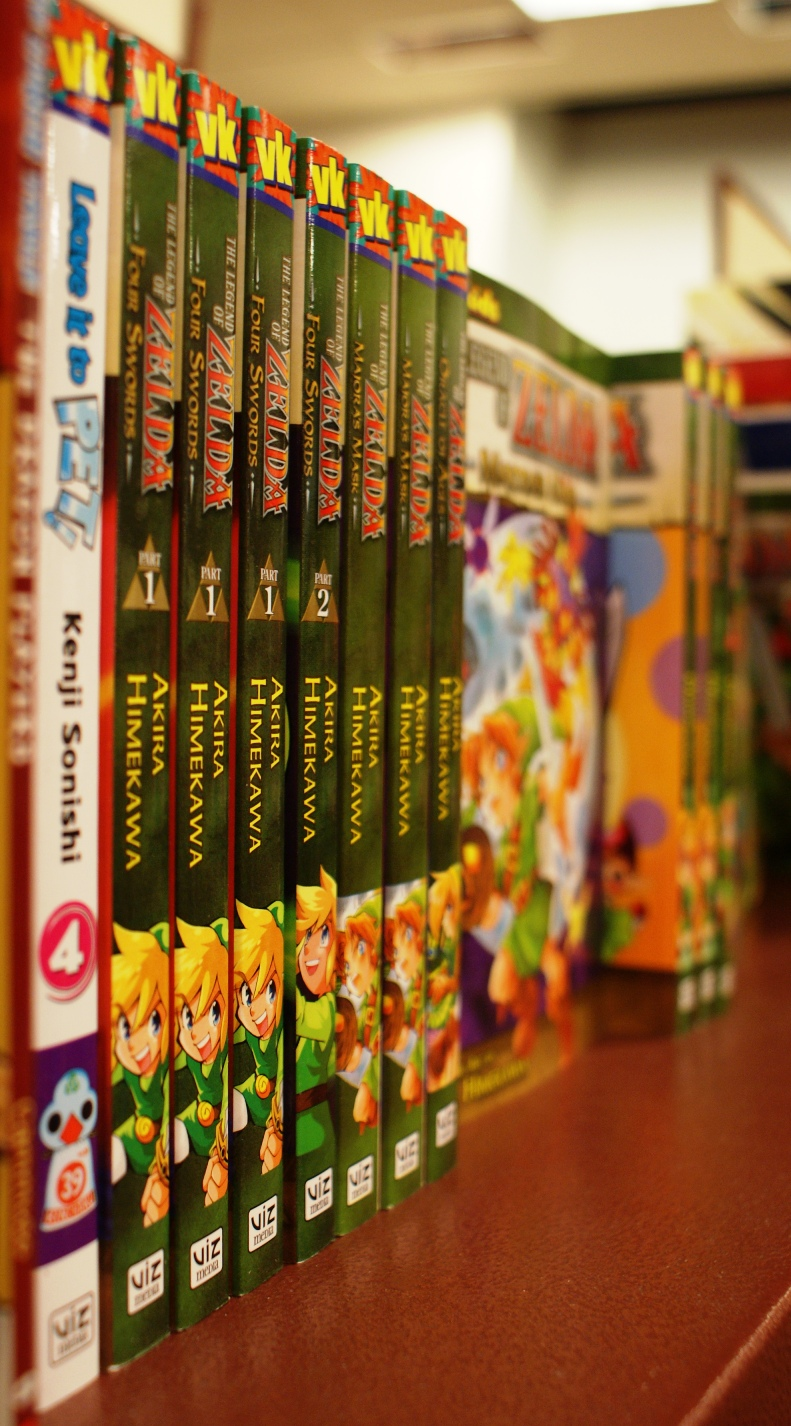
Mangues de The Legend of Zelda

Els còmics de The Legend of Zelda (Zeruda no Densetsu) són una sèrie de mangues basats en la sèrie de videojocs del mateix nom, publicats per diverses editorials.

## Nintendo Comics System
Valiant Comics va publicar una curta sèrie que mostrava personatges i escenaris del programa de televisió abans del final de la seva línia Nintendo Comics System. Addicionalment, algunes històries de The Legend of Zelda van ser incloses en un gran títol de dos volums de Nintendo Comics System, que també tenia a Mario, Metroid, Super Punch-Out!!, i Captain N. Encara que majoritàriament oblidada i ignorada, és font de persistents creences dels fanàtics.

## Akira Himekawa
Els magues de The Legend of Zelda van ser creats per dues artistes conegudes com a Akira Himekawa. La seva manga més conegut és l'adaptació de Ocarina of Time, la qual està dividida en dues parts, la Saga Infantil i la Saga Adulta, més tres capítols extra (u adult, i dues parts d'un capítol de la saga infantil), publicats en dos volums. Elles també han creat magues basades en altres jocs: Majora's Mask, la sèrie Oracle (Oracle of Seasons i Oracle of Ages, un volum cadascun, com a part d'una història contínua), Four Swords Plus (basada en el joc conegut com a Four Swords Adventures fora del Japó), Triforce of the Goddesses (conegut fora del Japó com A Link to the Past), The Minish Cap i Phantom Hourglass.
Una dada curiosa d'aquests magues és que en el de Oracle of Ages (Zeruda no Densetsu Fushigi no Ki no Mi Jikū no Shō), que és continuació del Oracle of Seasons (Zeruda no Densetsu Fushigi no Ki no Mi Daichi no Shō), apareix Raven, un avantpassat de Link, que li ajuda en l'aventura, i a més d'això canvia el passat de forma còmica.
El manga Legend of Zelda: Skyward Sword és un manga basat del mateix nom dibuixat per Akira Himekawa. Es va incloure una vista prèvia de les primeres 32 pàgines del manga en el llibre d'art Hyrule Historia. El manga serveix com precuela de la història de Skyward Sword.
La sèrie de magues basada en The Legend of Zelda: Twilight Princess de Akira Himekawa. Es va llançar per primera en 8 de febrer de 2016, gairebé deu anys després del llançament del joc en el qual es basa, però solament un mes abans del llançament del remake d'alta definició per Wii U.

## Nintendo Power
També va haver-hi una tira còmica de The Legend of Zelda: A Link to the Past creada per a la revista Nintendo Power de l'aclamat autor de manga Sh?tar? Ishinomori. Vagament basat en el joc, aquest relat representava als pares de Link com a Cavallers de Hyrule, perduts al Món Fosc (Dark World). Aquest també incloïa altres personatges originals com la fada companya i guia de Link, Eferemelda (Epheremelda) (molt abans que aquest concepte fos introduït en la sèrie); i Roam, un descendent dels Cavallers d'Hyrule que va combatre en la Guerra d'Encarcelació (Imprisoning War). Roam té molta similitud a 002 de la primera creació reeixida d'Ishinomori, Cyborg 009. A més, incloïa el primer esment de Ganon en la seva forma humana, Ganondorf (vist en un record), encara que diferent de la seva aparença en Ocarina of Time i jocs posteriors. La tira còmica va ser publicada a partir de gener de 1992 (Volum 32) i va continuar en 12 parts. Després va ser unida en forma de novel·la gràfica.

## Altres aparicions de Link
Encara que no apareix com a personatge, sinó en una paret plena de televisions, Link apareix en el tercer format de els 4 Fantàstics, quan Valeria Richards "torna" al passat per error, sent major que el seu germà major Franklin Richards. Encara que l'espasa que porta no és la Master Sword, és molt semblant, i l'estètica que se li va donar va ser la mateixa que en The Legend of Zelda: Ocarina of Time, amb una de les seves típiques posis.
En la sèrie The Powerpuff Girls, Link fa una breu aparició en un capítol quan l'alcade de Townsville està jugant a un videojoc de The Legend of Zelda en una consola similar a la Nintendo 64.